# Potty Pigeon
Percy the Potty Pigeon (lett. "Percy il piccione strambo"), meglio noto come Potty Pigeon (titolo effettivamente usato nella schermata introduttiva su C64), è un videogioco d'azione su un piccione pubblicato nel 1984 per Commodore 64 e ZX Spectrum dalla Gremlin Graphics.
La versione per Commodore 64 è il videogioco di esordio della Gremlin, come sviluppatrice e come editrice. Quella per Spectrum invece uscì più tardi, dopo Wanted! Monty Mole. Durante il gioco compare sullo sfondo Just Micro, il negozio da cui partì l'attività dell'azienda.
Negli USA apparentemente fu pubblicato soltanto all'interno della raccolta per Commodore 64 Top 20 Solid Gold della Cosmi Corporation.

## Modalità di gioco
Il giocatore controlla il piccione Percy che deve cercare oggetti e portarli al nido uno alla volta, in uno scenario di città e campagna con visuale bidimensionale di lato e sviluppo orizzontale. Ci sono nemici in volo e a terra e Percy li può attaccare sparando verso il basso, ma se spara mentre trasporta un oggetto lo perde. A parte queste caratteristiche generali, le versioni per i due computer sono molto differenti tra loro.

### Commodore 64
In Potty Pigeon per Commodore 64 lo scenario è a scorrimento orizzontale parallattico nei due sensi, molto fluido, e in basso è sempre presente una strada trafficata. Percy deve finire di costruire il proprio nido e deve portarci uno alla volta dieci rametti che si trovano sparsi sulla strada. Può volare ad altezza variabile fino a rasoterra, viaggiando costantemente in orizzontale a velocità regolabile dal giocatore, o anche restando fermo a mezz'aria. Come arma può sganciare escrementi, che possono eliminare i nemici, ma ne sopraggiungono sempre di nuovi.
I pericoli inizialmente sono rappresentati dalle auto che viaggiano sulla strada, anch'esse eliminabili se colpite sul parabrezza, e da uccelli non letali che si limitano a far perdere il rametto trasportato. Progredendo nel gioco si aggiungono gatti e furetti a terra, aerei e palloni in volo. Passano anche farfalle innocue che si possono catturare per ricevere un po' di punteggio.
Si perde una vita se ci si scontra con un nemico o se si esaurisce il tempo a disposizione, rappresentato da una barra.
Ci sono 10 livelli, crescenti nel numero, varietà e velocità dei nemici, con la possibilità di scegliere da quale iniziare la partita.

### ZX Spectrum
In Percy the Potty Pigeon per ZX Spectrum lo scenario è costituito da 11 schermate fisse e si passa dall'una all'altra uscendo dallo schermo a destra o sinistra. Solo una parte dello scenario ha una strada trafficata in basso. Percy deve nutrire i suoi piccoli e portare uno alla volta al nido tutti i vermi che spuntano da terra. Può volare in tutte le direzioni o restare fermo a mezz'aria. Molti oggetti dello scenario sono ostacoli e devono essere aggirati. Quando raggiunge il terreno, il nido, o alcuni altri oggetti che fanno da piattaforme, come i tetti degli edifici, Percy si posa e può camminare. Come arma può sganciare uova che possono stordire i nemici (palline bianche, nel manuale chiamate "uova esplosive", ma anche in questa versione potrebbero essere interpretate come escrementi).
Ci sono vari tipi di nemici, spesso diversi a seconda della schermata: auto, aerei, elicotteri, paracadutisti, cani, gatti, ragni, piante carnivore, rane, UFO, passanti, e uccelli non letali che si limitano a rubare il verme trasportato.
Si perde una vita se ci si scontra con un nemico o se si esaurisce l'energia. Questa è rappresentata da una barra che si consuma quando Percy vola, e si ricarica quando è posato. Anche catturare le effimere ricarica l'energia.
Ci sono 5 livelli, che variano per tipo e quantità di nemici.

## Accoglienza
Potty Pigeon per Commodore 64 ricevette alcuni giudizi decisamente buoni dalla stampa britannica. La grafica fu particolarmente apprezzata, anche dalla rivista Commodore User che però nel complesso fu poco soddisfatta perché riteneva ci fosse poca sostanza nel gioco. Cinque anni dopo, anche K lo ricordava come un gioco non brillante dal punto di vista tecnico, ma graficamente notevole.
La versione per ZX Spectrum fu accolta di solito in maniera meno entusiasta. Molte riviste le diedero giudizi medi, intorno alla sufficienza, tranne Home Computing Weekly che fu particolarmente positiva.
In retrospettiva, Retro Gamer preferì decisamente la versione ZX Spectrum per la sua giocabilità, apprezzandone anche un remake amatoriale realizzato molti anni dopo, mentre riteneva il controllo su Commodore 64 troppo sensibile e frustrante.